# 미국 반제국주의 연맹
미국 반제국주의 연맹(American Anti-Imperialist League)은 1898년 6월 15일 필리핀의 미국 도서 지역 합병에 맞서기 위해 설립된 단체였다. 반제국주의자들은 제국주의가 정당한 공화정은 "피치자의 동의"에서 비롯되어야 한다는 근본 원칙을 위배한다고 믿으며 강제적 확장에 반대했다. 연맹은 그러한 활동이 미국 독립선언, 조지 워싱턴의 고별 연설, 에이브러햄 링컨의 게티즈버그 연설에 표현된 자치와 내정 불간섭의 원칙이라는 미국의 이상을 포기하게 만들 것이라고 주장했다. 반제국주의 연맹은 미국-스페인 전쟁 이후와 20세기 초반에 미국의 영토 확장이라는 미덕을 성공적으로 주장한 새로운 정치인들의 물결에 의해 여론 싸움에서 궁극적으로 패배했지만, 이 단체는 1920년까지 존속했다.

## 조직사

### 선구자들
반제국주의 연맹의 구상은 1898년 봄에 시작되었다. 6월 2일, 은퇴한 매사추세츠 은행가 개멀리얼 브래드퍼드 (은행가)는 보스턴 이브닝 트랜스크립트에 편지를 게재하여 미국 식민지 확장을 반대하는 사람들을 조직하기 위한 공개 회의를 개최하기 위해 유서 깊은 패늘 홀에 접근하는 데 도움을 요청했다. 미국-스페인 전쟁의 반대자였던 브래드퍼드는 일부 미국 의사 결정자들 사이에 "나라를 도덕적 파멸로 몰아넣는" "정신 나간 사악한" 식민지 야망이 있다고 비난했다. 브래드퍼드의 조직 노력은 성공적이었고, 1898년 6월 15일, "미국의 제국주의 정책 채택"에 반대하는 그의 항의 회의가 열렸다.
6월 15일 회의는 브래드퍼드가 이끄는 반제국주의 통신 위원회(Anti-Imperialist Committee of Correspondence)라는 공식 4인 조직 위원회를 탄생시켰다. 이 단체는 전국 각지의 종교, 기업, 노동, 인도주의 지도자들과 접촉하여 하와이와 스페인 제국의 이전 식민지 소유지로 미국 식민지 확장이 증가하는 위협으로 인식되는 것을 막기 위한 행동을 촉구했다. 신문 및 잡지 편집자들을 참여시키려는 편지 쓰기 캠페인이 시작되었다. 브래드퍼드와 그의 동료들의 이러한 초기 선구적인 노력은 1898년 11월 19일 반제국주의 통신 위원회가 공식적으로 반제국주의 연맹으로 설립되면서 결실을 맺었다.

### 구조

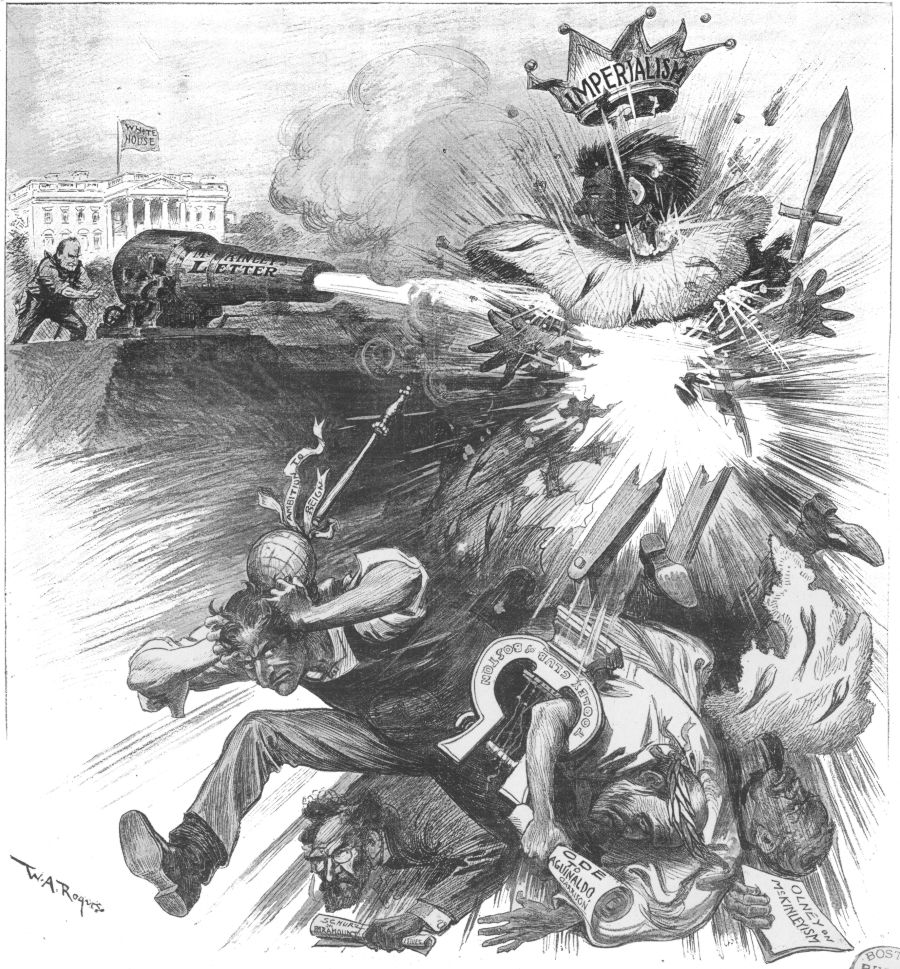
하퍼스 위클리 1900년 9월 22일자 W.A. 로저스의 만화에서 매킨리 대통령이 제국주의 허수아비에 대포를 발사하는 모습.

반제국주의 연맹은 회장, 비서, 회계 등 3명의 상임 임원이 6명의 집행 위원회와 협력하여 운영했다. 조직의 지역적 기원을 고려할 때 놀랄 것도 없이, 이 지도부의 초기 구성원들은 모두 보스턴 대도시권 출신이었다. 연맹의 고위 회장으로는 전 매사추세츠 주지사이자 하원의원이자 미국 상원의원인 조지 S. 바우트웰이 선출되었으며, 그는 1905년 사망할 때까지 그 직책을 유지했다. 실질적인 일상 업무는 비서 어빙 윈슬로의 손에 맡겨졌다.
보스턴에 기반을 둔 통치 센터 외에도 반제국주의 연맹에는 조직의 부회장으로 영입된 전국적인 명성을 가진 많은 공인들도 포함되어 있었다. 이 직책은 본질적으로 의례적이었지만 조직에 정당성을 부여하는 데 중요했다. 연맹이 11월에 결성될 당시 총 18명의 부회장이 임명되었으며, 그중에는 전 미국 대통령 그로버 클리블랜드, 전 미국 상원의원이자 내무부 장관 카를 슈르츠, 기업가 앤드루 카네기, 노동 운동가 새뮤얼 곰퍼스 등이 포함되었다.
1899년 상반기 동안 연맹의 "명예" 부회장 수는 40명으로 증가했으며, 많은 주요 정치인과 지식인들이 연맹의 편지지에 추가되었다. 이들 중에는 종교 철학자 펠릭스 애들러, 전 아이오와 주지사 윌리엄 래러비, 공화당 하원의원 헨리 U. 존슨, 스탠퍼드 대학교 총장 데이비드 스타 조던 등이 있었다.
이러한 확장 직후, 연맹 집행 위원회는 미국 정치 지도자들에게 더 잘 영향을 미치기 위해 조직의 사무실을 워싱턴 D.C.로 이전하기로 투표했다. 국가 수도에 본부를 설립하기로 한 이 결정에도 불구하고, 조직의 주요 운영은 보스턴에 남아 있었다. 워싱턴으로 이전하기로 한 결정은 1899년 가을 자치적인 워싱턴 반제국주의 연맹이 설립되면서 무효화되었다. 이 제휴 단체는 국가 정치인들에게 로비를 하는 데 노력을 집중했으며, 보스턴에 기반을 둔 국가 조직이 본부를 옮길 필요성을 없앴다. 반제국주의 연맹은 존속 기간 내내 보스턴에 기반을 두었다.

### 지역 조직
반제국주의 연맹은 그룹의 선전 활동을 분산하고 확장하기 위해 지역 조직 네트워크를 구축하려고 시도했다. 그룹의 가장 크고 영향력 있는 지역 제휴 지부는 뉴욕시, 필라델피아, 워싱턴 D.C., 시카고, 미니애폴리스, 신시내티, 포틀랜드 (오리건주), 로스앤젤레스에 위치했다.
1899년 2월, 반제국주의 연맹의 전국 사무실은 그룹의 총 회원 수를 "25,000명을 훨씬 넘는다"고 밝혔다. 그 해 11월까지 그룹의 총 지역 지부 수는 "최소 100개"로 추산되었다.
지역 그룹은 상당한 자율성을 유지했으며, 필라델피아의 미국 연맹과 뉴욕의 반제국주의 연맹을 포함하여 종종 고유한 지역 이름을 가졌다. 뉴욕 지부의 임원 명단은 원래 보스턴 조직만큼이나 방대하고 인상적이었으며, 23명의 부회장단도 포함되었다.

### 세 개의 연맹이 하나로
1899년 10월, 보스턴 조직에 영감을 받아 이전에 중앙 반제국주의 연맹으로 불렸던 시카고 그룹은 다른 조직과 합병하여 미국 반제국주의 연맹을 결성하는 대회를 열었다. 이 조직은 다음 달에 보스턴에 기반을 둔 반제국주의 연맹과 합병하여 보스턴 조직을 미국 반제국주의 연맹의 뉴잉글랜드 지부로 개칭했다. 이러한 공식적인 조직 변경에도 불구하고, 보스턴 사무실은 전국적인 반제국주의 운동의 주요 중심지로 남아 있었다.
1904년, 중요한 보스턴 조직은 조직의 본부로 재설립되었다. 이 모든 과정에서 느슨하게 연결된 지역 연맹들은 자체 활동을 수행하고, 자체 임원을 선출하며, 자체 간행물을 발행했다.

### 간행물
반제국주의 연맹의 주요 활동 중 하나는 미국의 제국주의 활동을 선전하기 위한 정치 전단지와 팜플렛을 제작하는 것이었다. 이러한 간행물은 1898년에 즉시 등장하기 시작했다. 이들 중에는 조지 워싱턴, 토머스 제퍼슨, 제임스 먼로와 같은 미국의 건국자들의 광범위한 인용문을 사용하여 미국 공화국이 설립된 이념과 국가의 현대 정치 지도자들이 추진하는 식민지 확장 계획 사이의 근본적인 모순을 입증하려는 일련의 "브로드사이드"가 포함되었다.

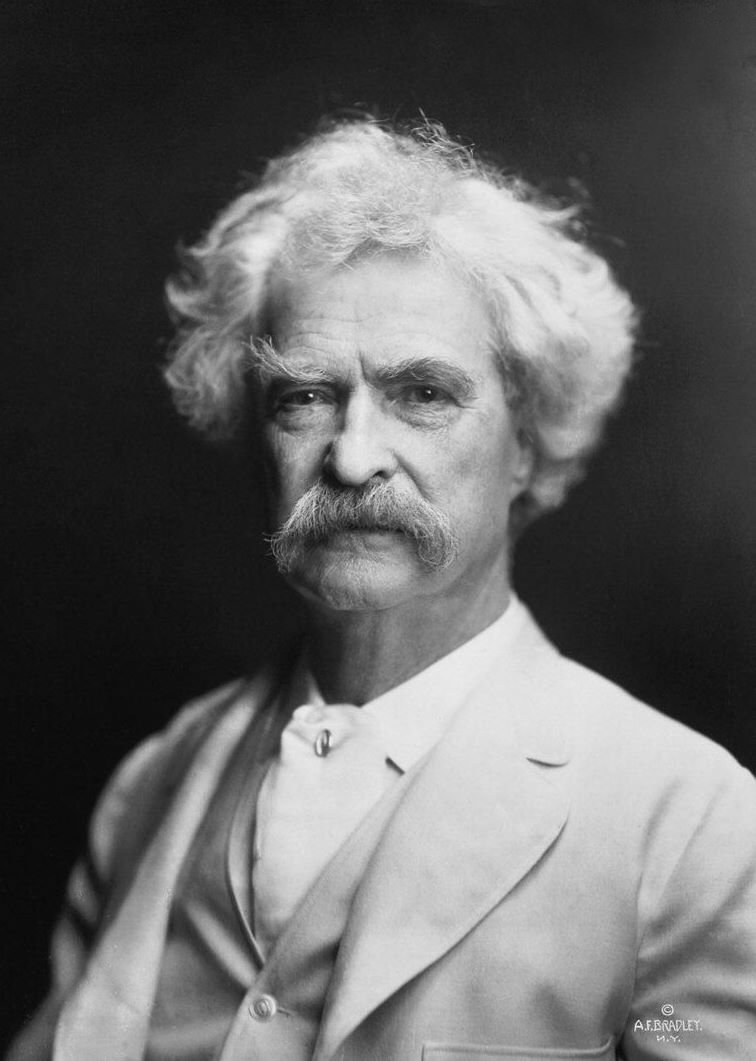
마크 트웨인, 1907

아마도 연맹의 가장 저명한 회원이었던 마크 트웨인은 1901년 2월 노스 아메리칸 리뷰에 실린 그의 에세이 "어둠 속에 앉아 있는 사람에게"를 통해 자신의 목소리를 냈다. 그의 에세이에서 트웨인은 필리핀 합병의 엄청난 아이러니라고 믿었던 것에 대해 언급하기 위해 필리핀 사람들과 비교하여 미국인들의 도덕적, 문화적 우월성을 풍자적으로 묘사했다. 트웨인은 미국의 국제적 역할이 물질적 이득을 위해 다른 나라를 정복하는 것이 아니라 "오랫동안 괴롭힘을 당하고 박해받던 노예 국가가 자유를 얻는 것"이라고 주장함으로써 반제국주의 연맹에 대한 대중의 지지를 성공적으로 얻었다.
뉴욕 반제국주의 연맹은 회원들 중 인상적인 작가, 공공 지식인, 정치인들을 활용하여 선전 팜플렛 제작에 특히 두드러졌다.
1898년 스페인과 발발한 전쟁은 제1차 쿠바 봉기(1868–1878)에서 비롯되었다. 쿠바 반군들은 자신들의 대의에 헌신하는 소규모 미국인 그룹과 관계를 맺었다. 이들 미국인 중 상당수는 섬의 봉기군에게 군수품을 보내려던 필리버스터들을 지지했다. 1873년 스페인이 필리버스터 선박 버지니우스를 나포하고 많은 미국 시민을 포함한 승무원 대부분을 처형했을 때 미국과 스페인 사이에 전쟁이 거의 발발할 뻔했다. 잔혼 조약은 일시적인 평화를 알렸지만, 미국인들의 공감은 독립을 열망하는 쿠바인들과 함께 남아 있었다. 조약에서 약속된 개혁이 환상임이 드러나자, 봉기군과 그들을 지지하는 미국인들은 새로운 국면을 준비했다.

### 1900년 선거
1900년 미국 대통령 선거는 연맹 내부에 내분을 일으켰다. 특히 논란이 되었던 것은 연맹이 금본위제의 주요 비판자이자 저명한 반제국주의자인 윌리엄 제닝스 브라이언을 지지한 것이었는데, 이는 조직 지도자들의 상당 부분을 소외시켰다.
스토리와 오스월드 개리슨 빌라드를 포함한 몇몇 연맹 회원들은 금본위제를 지지하고 제국주의에 반대하는 제3당을 조직하려고 시도했다. 이러한 노력으로 국민당이 결성되었으며, 이 당은 상원의원인 루이지애나주의 도널슨 캐퍼리를 후보로 지명했다. 그러나 캐퍼리가 선거에서 물러나면서 브라이언이 유일한 반제국주의 후보로 남게 되자 당은 빠르게 해체되었다.
1905년 조지 바우트웰 사망 후, 저명한 변호사이자 민권 운동가인 무어필드 스토리가 1905년부터 1920년 연맹 해체될 때까지 조직의 회장으로 재직했다.

### 해산
반전 기록에도 불구하고, 연맹은 제1차 세계 대전에 미국의 참전하는 것에 반대하지 않았다(물론 몇몇 개별 회원들은 참전에 반대했다). 1920년에는 이전의 힘을 잃고 쇠퇴했으며, 1920년 11월 27일 해산했다.

## 저명한 회원
- 찰스 프랜시스 애덤스 주니어
- 제인 애덤스
- 펠릭스 애들러
- 에드워드 앳킨슨
- 조지 S. 바우트웰
- 도널슨 캐퍼리
- 존 G. 칼라일
- 앤드루 카네기
- 그로버 클리블랜드
- 시어도어 L. 큐일러
- 존 듀이
- 핀리 피터 던
- 조지 F. 에드먼즈
- 에드윈 로렌스 고드킨
- 새뮤얼 곰퍼스
- 벤저민 해리슨
- 윌리엄 딘 하우얼스
- 헨리 제임스
- 윌리엄 제임스
- 헨리 U. 존슨
- 데이비드 스타 조던
- 윌리엄 래러비
- 조세핀 쇼 로웰
- 에드거 리 매스터스
- 윌리엄 본 무디
- 헤이즌 S. 핑그리
- 카를 슈르츠
- 존 셔먼
- 무어필드 스토리
- 모리슨 I. 스위프트
- 윌리엄 그레이엄 섬너
- 마크 트웨인
- 오스월드 개리슨 빌라드
- 에드워드 홀턴 제임스

## 같이 보기
- 반제국주의 연맹
- 파리 조약
- 신제국주의
- 고전적 자유주의
- 미국의 해외 확장
- 미국 상원 필리핀 위원회

## 내용주
1. ↑  Fred Harvey Harrington, "Literary Aspects of American Anti-Imperialism 1898–1902," New England Quarterly, Vol. 10, No. 4 (Dec., 1937), pg. 650.
2. ↑  E. Berkeley Tompkins, Anti-Imperialism in the United States: The Great Debate, 1890–1920. Philadelphia: University of Pennsylvania Press, 1970; pp. 122–123.
3. ↑  Gamaliel Bradford, Boston Evening Transcript, June 2, 1898. Quoted in Tompkins, Anti-Imperialism in the United States, pg. 123.
4. ↑  Tompkins, Anti-Imperialism in the United States, pg. 123.
5. 1 2 3 4  Tompkins, Anti-Imperialism in the United States, pg. 126.
6. 1 2 3 4 5  Tompkins, Anti-Imperialism in the United States, pg. 127.
7. 1 2 3 4 5 6  Tompkins, Anti-Imperialism in the United States, pg. 128.
8. 1 2 3 4  Tompkins, Anti-Imperialism in the United States, pg. 133.
9. ↑  Report of the Executive Committee of the Anti-Imperialist League, Feb. 10, 1899. Cited in Tompkins, Anti-Imperialism in the United States, pg. 133.
10. 1 2  Tompkins, Anti-Imperialism in the United States, pp. 134–135.
11. ↑  Tompkins, Anti-Imperialism in the United States, pg. 135.
12. 1 2 3  Tompkins, Anti-Imperialism in the United States, pg. 134.
13. ↑  Tompkins, Anti-Imperialism in the United States, pg. 131.
14. ↑  Tompkins, Anti-Imperialism in the United States, pg. 132.
15. ↑  Twain, Mark. "To the Person Sitting in Darkness".
16. ↑  Ryan, James Gilbert; Schlup, Leonard C. (2003). 《Historical Dictionary of the Gilded Age》. M.E. Sharpe. 19쪽. ISBN 9780765621061.

## 주요 자료
- Address Adopted by the Anti-Imperialist League: February 10, 1898. Boston: Anti-Imperialist League, 1899. —전단.
- Report of the Executive Committee of the Anti-Imperialist League, February 10, 1899. Boston: Anti-Imperialist League, 1899. —전단.
- Erving Winslow, The Anti-Imperialist League: Apologia Pro Vita Sua. Boston: Anti-Imperialist League, n.d. [c. 1909].
- Twain, Mark. "To the Person Sitting in Darkness." Anti-Imperialist League of New York. 1873. 	Accessed October 10, 2017.

## 추가 자료
- Nathan G. Alexander, "Unclasping the Eagle's Talons: Mark Twain, American Freethought, and the Responses to Imperialism." The Journal of the Gilded Age and Progressive Era 17, no. 3 (2018): 524–545.
- Thomas A. Bailey, "Was the Presidential Election of 1900 A Mandate on Imperialism?" Mississippi Valley Historical Review, Vol. 24, No. 1 (Jun., 1938), pp. 43–52. in JSTOR
- 로버트 L. 바이스너, Twelve Against Empire: The Anti-Imperialists, 1898–1900. New York: McGraw-Hill, 1968.
- David T. Beito and Linda Royster Beito, "Gold Democrats and the Decline of Classical Liberalism, 1896–1900," Independent Review, vol. 4 (Spring 2000), pp. 555–575.
- Michael Patrick Cullinane, Liberty and American Anti-Imperialism, 1898–1909. Palgrave Macmillan, 2012.
- Fred H. Harrington, "The Anti-Imperialist Movement in the United States, 1898–1900," Mississippi Valley Historical Review, Vol. 22, No. 2 (Sep., 1935), pp. 211–230. in JSTOR
- Fred Harvey Harrington, "Literary Aspects of American Anti-Imperialism 1898–1902," New England Quarterly, Vol. 10, No. 4 (Dec. 1937), pp. 650–667 in JSTOR
- William E. Leuchtenburg, "Progressivism and Imperialism: The Progressive Movement and American Foreign Policy, 1898–1916," Mississippi Valley Historical Review, Vol. 39, No. 3 (Dec., 1952), pp. 483–504. in JSTOR
- Julius Pratt, Expansionists of 1898: The Acquisition of Hawaii and the Spanish Islands. Baltimore, MD: Johns Hopkins Press, 1936; pp. 266–278.
- Richard Seymour, American Insurgents: A Brief History of American Anti-Imperialism. Chicago: Haymarket Books, 2012.
- Richard E. Welch, Jr., Response to Imperialism: The United States and the Philippine-American War, 1899–1902. Chapel Hill, NC: University of North Carolina Press, 1979.
- William George Whittaker, "Samuel Gompers, Anti-Imperialist," Pacific Historical Review, Vol. 38, No. 4 (Nov.1969), pp. 429–445 in JSTOR
- Jim Zwick, Confronting Imperialism: Essays on Mark Twain and the Anti-Imperialist League. West Conshohocken, PA: Infinity Publishing, 2007.
- Jim Zwick, ed. Mark Twain's Weapons of Satire: Anti-Imperialist Writings on the Philippine-American War. Syracuse, NY: Syracuse University Press, 1992.